# بنتاليون
بَنتاليون (المعروف أيضاً باسم بَنتيليمون) كان ملكاً من الملوك الإغريقيين البختريين الهنود، والذي حكم في الفترة ما بين 190-180 سنة قبل الميلاد.
يعتقد أنه الابن الأصغر أو الشقيق الأصغر للملك ديميتريوس الأول البختري.